# Europejska Karta Małych Przedsiębiorstw
Europejska Karta Małych Przedsiębiorstw (European Charter for Small Enterprises) – dokument wskazujący obszary, w których Państwa Członkowskie Unii Europejskiej oraz kraje kandydujące powinny podejmować działania na rzecz poprawy otoczenia oraz rozwoju małej przedsiębiorczości.
W myśl zasady think small first ("najpierw myśl na małą skalę") i w odpowiedzi na fakt, iż przedsiębiorstwa są podstawę gospodarki europejskiej, stanowią 99% ogółu podmiotów gospodarczych, będąc jednocześnie głównym źródłem miejsc pracy, innowacji i tworzenia dobrobytu, w dniach 19-20 czerwca 2000 r. podczas posiedzenia Rady Europejskiej, które odbyło się w Santa Maria da Feira przyjęta została Europejska Karta Małych Przedsiębiorstw (jako załącznik III do wniosków z posiedzenia Rady Europejskiej). 
Wdrożenie wszystkich założeń Karty ma kluczowe znaczenie dla osiągnięcia wyznaczonego w Lizbonie celu uczynienia z Europy najbardziej konkurencyjnej i dynamicznej gospodarki świata do 2010 r. Ogromną rolę EKMP dostrzegły również pozostałe kraje europejskie – w kwietniu 2002 r. Karta została przyjęta przez kraje kandydujące oraz kraje skandynawskie, a następnie, w czerwcu 2003 r., przez kraje Bałkanów Zachodnich. Obecnie w procesie wyznaczonym przez EKMP uczestniczą 34 państwa.

## Kierunki działania
Do najważniejszych kierunków w procesie wyznaczonym przez Europejska Karta Małych Przedsiębiorstw należą:
1. Kształcenie i szkolenia z zakresu przedsiębiorczości.
2. Zmniejszanie kosztów i usprawnienie procesu rozpoczęcie działalności.
3. Sprawniejsze ustawodawstwo i lepsze przepisy.
4. Dostępność umiejętności.
5. Usprawnienie dostępu w trybie online (rozszerzenie komunikacji elektronicznej władz publicznych z sektorem małych przedsiębiorstw).
6. Szersza działalność wychodząca poza jednolity rynek.
7. Uregulowanie kwestii podatkowych i finansowych.
8. Zwiększenie możliwości technologicznych małych przedsiębiorstw.
9. Wprowadzenie skutecznych modeli handlu elektronicznego.
10. Rozwijanie silniejszej i skuteczniejszej reprezentacji interesów małych przedsiębiorstw na szczeblu Unii Europejskiej i poszczególnych państw.